# Suspension (kemi)
 For alternative betydninger, se Suspension. (Se også artikler, som begynder med Suspension)
En suspension eller opslæmning er en blanding af et fast stof og en væske, hvor det faste stof ikke er opløseligt i væsken. 
Det faste stof findes som små korn i væsken. Jo større kornene er, des mere ustabil bliver suspensionen. Kornene vil have en tendens til at samle sig, for at kontakten med væsken bliver mindst mulig. Hvis kornenes massefylde er større end væskens vil de samle sig på bunden af beholderen. Omvendt, hvis de har en mindre massefylde, vil de samle sig på væskens overflade.
Hvis man f.eks. hælder en skefuld sand i et glas vand, vil sandet hurtigt lægge sig på bunden af glasset. Når man ryster glasset vil sandkornene hvirvles op, men når man stopper med at ryste, falder de ned til bunden igen.
Suspensioner kan stabiliseres ved tilsætning af emulgatorer, som lægger sig rundt om de faste korn og øger opløseligheden.